# Unidad de datos de protocolo
Las unidades de datos de protocolo, también llamadas PDU, del inglés «Protocol Data Unit», se utilizan para el intercambio de datos entre unidades disparejas, dentro de una capa del modelo OSI. Existen dos clases que son:
- PDU de datos, que contiene los datos del usuario principal (en el caso de la capa de aplicación) o la PDU del nivel inmediatamente inferior.

- PDU de control, que sirven para gobernar el comportamiento completo del protocolo en sus funciones de establecimiento y unión de la conexión, control de flujo, control de errores, etc. No contienen información alguna proveniente del nivel N+1.

Cada capa del modelo OSI en el origen debe comunicarse con cada capa igual en el destino. Esta forma de comunicación se conoce como comunicación de peer to peer (de igual a igual).
Durante este proceso, cada protocolo de capa intercambia información en lo que se conoce como unidades de datos, entre capas iguales. Cada capa de comunicación, en el computador origen, se comunica con un PDU específico de la misma capa en el computador destino. 
Así por ejemplo el TPDU de origen se comunica con el TPDU destino, independientemente de lo que transporte la trama: lo mismo sucede con el resto de los n-PDUs